# غودفري بوكو
غودفري بوكو (بالإنجليزية: Godfrey Poku)‏ هو لاعب كرة قدم بريطاني في مركز الوسط، ولد في 22 يوليو 1990 في نيوهام في المملكة المتحدة. لعب مع نادي ساوثبورت ونادي لوتون تاون ونادي مانسفيلد تاون ونادي وكينغ.

## وصلات خارجية
- غودفري بوكو على موقع قاعدة بيانات كرة القدم.إي يو (الإنجليزية)
- غودفري بوكو على موقع Soccerbase.com (لاعب) (الإنجليزية)
- غودفري بوكو على موقع Soccerway.com (الإنجليزية)